# Preuß (pommersches Adelsgeschlecht)

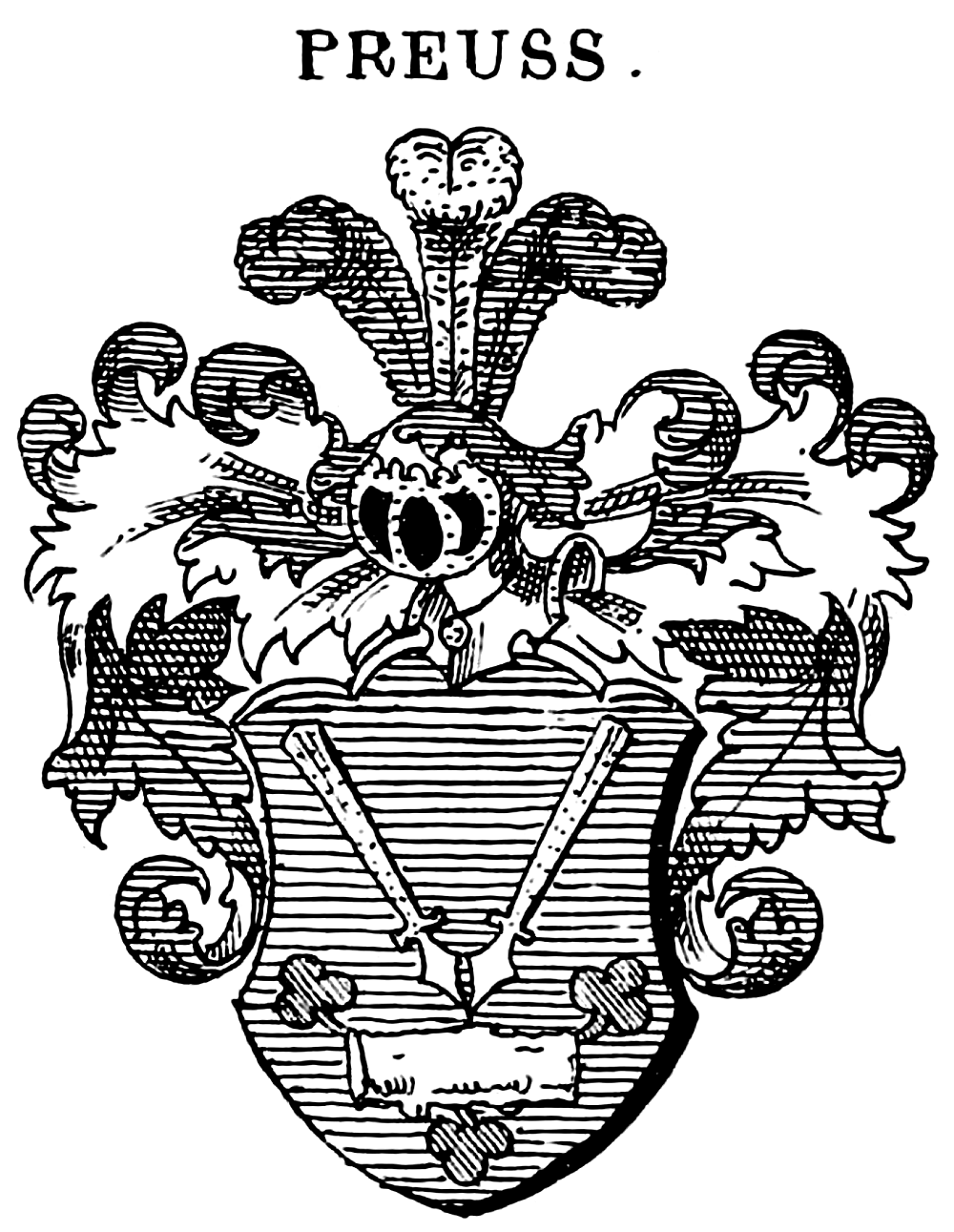
Wappen derer von Preuss

Preuß oder Preuss ist der Name eines erloschenen pommerschen Adelsgeschlechts.
Eine Stammverwandtschaft mit den kursächsischen von Preuß ist nicht nachgewiesen. Eine Abgrenzung vom gleichnamigen preußischen Geschlecht mit Wappen Leliwa ist ebenso erforderlich wie zum erloschenen schlesischen Adelsgeschlecht Preuß oder zum Thorner Patrizier- und späteren Adelsgeschlechts Preuß.

## Geschichte
Ein altes, in seiner Heimat nie sehr ausgebreitet gewesenes, besonders in den Kreisen Saatzig und Regenwalde einst angesessenes, auch in der Neumark und in der Provinz Preußen vorübergehend begütertes Geschlecht.
Die Preuß waren Aftervasallen der von Borcke. Stammgut der Familie war Zülzefitz im Kreis Regenwalde, das sie vom Jahre 1550 bis 1723 in Lehnsbesitz hatten. Ebenfalls waren um 1639 Wulkow im Kreis Saatzig, um 1730 Denzig im Kreis Dramburg sowie um 1740 Heydebreck, welches ebenfalls im Kreis Regenwalde lag, in Familienbesitz.
Die gesicherte und durchgängige Stammreihe des Geschlechts beginnt mit dem 1710 gefallenen preußischen Hauptmann im Infanterieregiment „Jung-Dohna“ George Wilhelm von Preuß.
Vermutlich ist die Familie mit dem preußischen Hauptmann Karl Bogislav von Preuß (1742–1833) erloschen. Sein Enkel und Adoptivsohn, der nachmalige preußische Oberst Oskar Mattern (1828–1903) wurde am 1. November 1833 mit dem Namen Mattern genannt von Preuß und Beigabe des Wappens derer von Preuß in den erblichen preußischen Adelstand gehoben.

## Wappen
Das Wappen zeigt in Blau einen im Schildfuß liegenden abgehauenen braunen Baumstamm, aus dem oben zwei, unten ein grünes Kleeblatt wachsen und in den in der Mitte zwei (oder drei) schrägrechts und schräglinks gestürzte braune (oder goldene) Wurfspieße (Knebelspieße) mit silbernen Eisen gesteckt sind. Auf dem Helm mit blau-goldenen Decken drei (blau-gold-blau) Straußenfedern.

## Angehörige
- Ludwig Ernst von Preuß (1724–nach 1780), preußischer Major und Ritter des Orden Pour le Mérite
- Friedrich Wilhelm von Preuß, 1794 Major im Füsilier-Bataillon „Rembow“, Ritter des Orden Pour le Mérite[8]